# Xenophyllum staffordiae
Xenophyllum staffordiae là một loài thực vật có hoa trong họ Cúc. Loài này được (Sandwith) V.A.Funk miêu tả khoa học đầu tiên năm 1997.